# Instant Vibes
Die Instant Vibes waren eine Münchner Musikgruppe, die vorwiegend Reggae, Dancehall und Latin spielte. Sie wurde im Jahre 2006 von den Sängern Alexander Köffer und Bastian Zeiselmair, dem Schlagzeuger Andreas Peischl und dem Keyboarder Oliver Huber in Aichach gegründet und löste sich 2015 auf. Zuletzt bestand die Band aus neun Mitgliedern.

## Geschichte
Im Jahr 2010 gewannen die Instant Vibes den „German Reggae Band Contest“ und wurden zur „Besten Reggae-Nachwuchsband Deutschlands“ gekürt. Nach 2 EPs (Movement 2010, Welcome to Bavarilon 2011) veröffentlichten die Instant Vibes im Frühling 2013 ihr Debüt-Album Characters. Neben Auftritten auf den beiden größten Reggaefestivals Deutschlands, dem Summerjam und dem Chiemsee Reggae Summer, spielten die Instant Vibes u. a. im Vorprogramm von Sean Paul, Max Herre, Gentleman, Culture, Miss Platnum und Mono & Nikitaman. 2013 gewannen die Instant Vibes beim „Deutschen Rock und Pop Preis“ in den Kategorien „Beste Reggae Band“ und „Bestes Reggae Album“ den ersten Platz.
Am 5. April 2015 gab die Band über ihre Facebook-Seite ihre Auflösung bekannt. Als Grund wurde genannt, dass man „das gemeinsame Ziel aus den Augen verloren habe“.

## Diskografie

### Alben
- 2013: Characters (Soulfire Artists)

### EPs
- 2010: Movement
- 2011: Welcome to Bavarilon (MusicbuyMail)

### Singles
- 2012: Warning